# Valentin Prokopov
Valentin Ivanovič Prokopov (*10. června 1929) je bývalý ruský vodní pólista, hráč VS Moskva, který na dvou po sobě jdoucích olympiádách reprezentoval SSSR, v Helsinkách v roce 1952, kde SSSR obsadil 7. místo a v Melbourne v roce 1956, kde hráči SSSR vybojovali bronzové medaile. Na LOH v Helsinkách 1952 odehrál všech 9 zápasů a vstřelil minimálně 2 branky (nejsou známi střelci všech branek z tohoto olympijského turnaje). Na LOH Melbourne 1956 odehrál 6 zápasů ze 7 a nevstřelil žádnou branku, navíc v oboustranně vyhroceném zápase s Maďarskem zranil úderem do oka protihráče Ervina Zádora, což vyvolalo výtržnosti diváků a zápas musel být předčasně ukončen.